# Асбек Брюссе, Хенк
Ян Фредерик Хендрик (Хенк) Асбек Брюссе (нидерл. Jan Frederik Hendrik "Henk" Asbeek Brusse; 13 февраля 1901, Амстердам — 7 ноября 1982, там же) — нидерландский футболист, игравший на позициях полузащитника и нападающего, выступал за команды «Аякс», «Блау-Вит» и «Стормвогелс».

## Ранние годы
Хенк Асбек Брюссе родился 13 февраля 1901 года в Амстердаме, в семье Йохана Христиана Асбек Брюссе и его жены Йоанны Марии Геркен. Он был младшим ребёнком в семье. У него было три брата и четыре сестры, которые дожили до старости, ещё трое детей в семье умерли в младенчестве и один родился мёртвым.
Отец Хенка работал извозчиком, после смерти супруги в 1909 году он женился на Хиллегонде Христине Мюнникман.

## Спортивная карьера
В возрасте девятнадцати лет Асбек Брюссе стал членом футбольного клуба «Аякса». В сезоне 1921/22 главным тренером команды был англичанин Джек Рейнолдс. Хенк дебютировал 16 октября 1921 года, выйдя на замену на 23-минуте в матче чемпионата против РКХ. Встреча завершилась вничью — 1:1. В дебютном сезоне он принял участие в семи матчах чемпионата и отметился одним голом. Летом 1922 года Хенк перешёл в другой амстердамский клуб — «Блау-Вит».

«Тренер Джек Рейнолдс решил не включать моего отца в состав команды для поездки за границу. В ответ, он решил покинуть „Аякс“ и перейти в „Блау-Вит“. Летом 1923 года он вернулся обратно в „Аякс“. В конце концов, он также играл за „Стормвогелс“». — Мис Крёгер-Асбек Брюссе (дочь Хенка)
Оригинальный текст (нид.)Trainer Jack Reynolds had echter besloten mijn vader niet in de selectie voor die buitenlandse reis op te nemen. In reactie daarop besloot hij bij Ajax te vertrekken en toog hij naar Blauw-wit. In de zomer van 1923 kwam hij toch weer terug bij Ajax. Uiteindelijk heeft hij ook nog voor Stormvogels gespeeld.

Летом 1923 года Асбек Брюссе вернулся обратно в «Аякс» и отыграл в команде ещё один сезон. В общей сложности за два сезона Хенк сыграл шестнадцать матчей и забил четыре гола в первенстве Нидерландов. В последний раз в составе «красно-белых» он выходил на поле 13 апреля 1924 года в матче с ЗФК.

## Личная жизнь
Хенк был женат на Нелтье Марии Болмейер, уроженке Амстердама. Их брак был зарегистрирован 16 октября 1930 года в Амстердаме. У них было трое детей: сын и две дочери.
В конце 1920-х Хенк открыл небольшой магазин по продаже велосипедов и электроники, который расположился в подвале одного из домов на улице Борнеострат. На заднем дворе магазина он учил местных мальчишек сварочному мастерству. Небольшое предприятие, со временем, превратилось в большой магазин мебели и бытовой техники «B.V. Handelsmaatschappij».

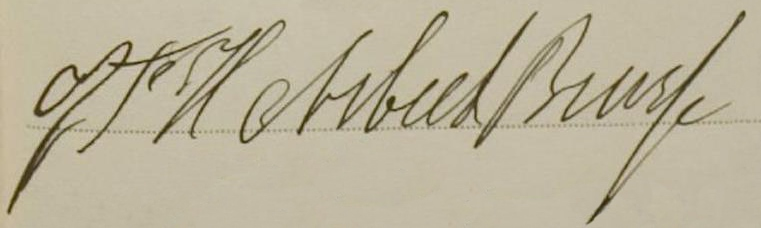
Автограф Асбек Брюссе, оставленный им в день бракосочетания, 16 октября 1930 г.

Асбек Брюссе умер 7 ноября 1982 года в возрасте 81 года. Он был похоронен 11 ноября на амстердамском кладбище Де Ньиве Остер.